# Une nuit en enfer 3 : La Fille du bourreau
Série
Une nuit en enfer 2 : Le Prix du sang
(1999)
Pour plus de détails, voir Fiche technique et Distribution.
Une nuit en enfer 3 : La Fille du bourreau (From Dusk Till Dawn 3: The Hangman's Daughter) est un film américain réalisé par P. J. Pesce (en) sorti directement en vidéo en 2000. Il s'agit d'une préquelle à Une nuit en enfer (1996) et Une nuit en enfer 2 : Le Prix du sang (1999).
Le film se déroule dans les années 1900 au Mexique. Un dangereux criminel nommé Johnny Madrid, qui devait être pendu, réussit à s'échapper en protégeant la fille du bourreau. Il rejoint sa bande de hors-la-loi et se réfugie dans un gigantesque bar où malheureusement toutes les personnes présentes sont des vampires. Les créatures s'en prennent à tout le monde. Ils doivent lutter toute la nuit pour survivre, en sachant que la moindre morsure transforme la victime en vampire.

## Synopsis
En 1913, au Mexique, l'écrivain américain Ambrose Bierce vit un cauchemar dans lequel il meurt, aux mains de Pancho Villa. (En réalité, Bierce a disparu après avoir affirmé qu'il se rendait au Mexique pour rendre compte de la révolution en cours.) Bierce se réveille et parle de son intention de rejoindre l'armée révolutionnaire de Pancho Villa. Il monte dans une diligence transportant un couple de jeunes mariés, John et Mary Newlie, qui se rendent au Mexique pour prêcher le christianisme.
Pendant ce temps, Johnny Madrid, un dangereux hors-la-loi local échappe à la potence et kidnappe Esmeralda, la fille du bourreau Mauricio. Madrid reçoit l'aide de Catherine Reece, une jeune femme qui souhaite devenir apprendre le métier de hors-la-loi. Madrid retrouve sa bande alors que Mauricio et sa troupe sont sur leurs traces. Plus tard, les brigands volent la diligence de Bierce parce que Reece croit que l'écrivain possède un objet inestimable. Le gang ne trouve rien de valeur, Bierce affirmant qu'il est l'objet inestimable, car il a l'intention de rejoindre Pancho Villa. Agacé par cela, Madrid abandonne Reece dans le désert. Mauricio et son groupe la trouvent et l'utilisent afin de pister le gang de Madrid.
À la tombée de la nuit, l'ensemble des protagonistes trouvent refuge dans une auberge isolée nommée « La Tetilla Del Diablo » (le « Titty Twister » du premier film), qui sert aussi de bordel. Ils y rencontrent Ezra Traylor, un homme d'affaires en route pour les États-Unis. Mauricio est le seul à savoir qu'un groupe de vampires dirige l'établissement. La grande prêtresse Quixtla, qui est à leur tête, est immédiatement attirée par Esmeralda. À la tombée de la nuit, John se bat avec l'un des hommes de Madrid, faisant couler du sang. Les vampires finissent par se révéler, verrouillent la sortie et attaquent les clients. Ils tuent tous les hommes de Mauricio et les membres du gang de Madrid, à l'exception de celui-ci et de Joaquin. Les femmes vampires se nourrissent d'Ezra qui, à son tour, se transforme en vampire. Il attrape Mary impuissante, l'hypnotise et la mord.
Madrid, Bierce, Reece, John, Esmeralda, Mauricio et Joaquin parviennent à s'échapper dans les cachots situés sous le bâtiment et deviennent alliés de circonstance afin de trouver une issue. Mary se transforme en vampire et s'en prend au groupe, révélant que John est un fraudeur qui n'a épousé Mary que pour l'argent de son père. John finit par la tuer. Joaquín cache une morsure qu'il a reçue plus tôt d'une prostituée. Alors qu'ils continuent à travers les catacombes, il se retourne et mord John. John tue Joaquín. Comme il se sait condamné, il persuade Madrid de lui enfoncer un pieu dans le coeur pour l'empêcher de se transformer et se retourner contre les survivants.
Bierce admet avoir lu dans les journaux que Reece est une hors-la-loi qui a tué toute sa famille. Le groupe finit par se retrouver à l'entrée du bar, pour trouver Quixtla et les vampires qui les attendent. Quixtla révèle qu'Esmeralda est sa fille et deviendra une princesse vampire à part entière nommée Santánico Pandemonium. Mauricio l'a emmenée, dans l'espoir de l'élever comme un être humain normal, et a tenté de la tuer, sans succès. À la suite des mauvais traitements de Mauricio et de l'enlèvement de Madrid, elle a été ramenée à Quixtla.
Madrid, Mauricio, Bierce et Reece sont pendus la tête en bas dans l'attente de servir de nourriture aux vampires alors que la grand-mère vampire de Quixtla transforme Esmeralda en une princesse vampire à part entière, la renommant Santánico Pandemonium. Madrid parvient à rompre ses liens et à libérer les autres. Reece est mordu dans la bagarre tandis que Madrid tue Ezra. Santánico tue sa grand-mère, puis mord et transforme Mauricio en vampire, mais celui parvient à créer un orifice dans la porte d'entrée, laissant entrer la lumière qui s'abat sur Quixtla, la tuant. Cela permett à Madrid et Bierce de s'échapper tandis que Santánico se cache de la lumière du soleil. Santánico crie à Madrid de ne pas la quitter alors que l'entrée se referme. Madrid détourne tristement le regard et suit Bierce qui s'en va rejoindre l'armée de Pancho Villa. Alors qu'ils partent, la caméra effectue un zoom arrière pour montrer le temple maya derrière l'auberge, faisant référence au premier film.
Après le générique de clôture, la disparition de Bierce a une réponse. Il a survécu jusqu’à nos jours et a raconté son histoire à un client. En partant, l'écrivain lui dit qu'il a des preuves. Il révèle que Quixtla l'a mordu et qu'il est maintenant un vampire. Il arrache le cœur du client et le mord.

## Fiche technique
Sauf indication contraire, les informations mentionnées dans cette section peuvent être confirmées par la base de données cinématographiques IMDb,  présente dans la section « Liens externes ».
- Titre original : From Dusk Till Dawn 3: The Hangman's Daughter
- Titre français : Une nuit en enfer 3 : La Fille du bourreau
- Réalisation : P. J. Pesce
- Scénario : Álvaro Rodríguez, d'après une histoire de Robert Rodriguez et Álvaro Rodríguez
- Musique : Nathan Barr
- Décors : Felipe Fernández del Paso et Jennie Harris
- Costumes : Rory Cunningham
- Photographie : Michael Bonvillain
- Son : Scott Purdy
- Montage : Lawrence A. Maddox
- Production : Michael S. Murphey, Gianni Nunnari et Meir Teper

Production déléguée : Robert Rodriguez, Quentin Tarantino et Lawrence Bender
Coproduction : Elizabeth Avellan et Paul Raleigh
- Distribution : Buena Vista Home Video, Amuse Pictures et New Films International
- Budget : 5 millions de dollars (estimation)[1]
- Pays d'origine :  États-Unis
- Langue originale : anglais
- Format[2] : couleur (DeLuxe) - 35 mm - 1,85:1 (Panavision) - son Dolby SR | Dolby Digital
- Genres : fantastique, épouvante-horreur, thriller, action, western
- Durée : 94 minutes
- Dates de sortie[3] :
  - États-Unis : 31 octobre 1999 (Fort Lauderdale International Film Festival), 18 janvier 2000 (sortie directement en vidéo)
  - France : 18 octobre 2000 (VHS[4]), 3 juillet 2001 (DVD[5])
- Classification[6] :
  -  États-Unis : R – Restricted (Les enfants de moins de 17 ans doivent être accompagnés d'un adulte) (Classé R pour une forte violence / sang-froid, sexualité / nudité et un peu de langage).
  -  France : Interdit aux moins de 12 ans[7].

## Distribution
- Marco Leonardi (VFB : Damien Gillard ; VQ : Denis Michaud) : Johnny Madrid
- Michael Parks (VFB : Guy Pion ; VQ : Mario Desmarais) : Ambrose Bierce
- Temuera Morrison (VFB : Guy Theunissen ; VQ : Sébastien Dhavernas) : le bourreau
- Rebecca Gayheart (VFB : Colette Sodoyez ; VQ : Isabelle Leyrolles) : Mary Newlie
- Ara Celi (VFB : Andréa Corréa ; VQ : Julie La Rochelle) : Esmeralda / Santanico Pandemonium
- Lennie Loftin (VFB : Patrick Donnay ; VQ : François L'Écuyer) : John Newlie
- Sonia Braga (VFB : Dominique Chauby ; VQ : Isabelle Miquelon) : Quixtla
- Aytl Jensen : Vampire du bar  (non créditée)
- Orlando Jones (VQ : Daniel Lesourd) : Ezra Traylor
- Jordana Spiro (VQ : Sophie Léger) : Reece
- Danny Trejo (VQ : Yves Corbeil) : « Razor » Charlie
- P.J. Pesce (en) : un homme dans le bar

## Production
Une nuit en enfer 2 : Le Prix du sang et Une nuit en Enfer 3 : La Fille du bourreau ont été produits en même temps. Robert Rodríguez et son cousin Álvaro Rodríguez ont écrit le scénario du 3e volet, tandis que Quentin Tarantino, Lawrence Bender et Scott Spiegel produisaient leur propre suite qui deviendrait le second opus.
Robert Rodriguez a confié la réalisation à  P. J. Pesce. Le premier acteur choisi fut Michael Parks dans le rôle d'Ambrose Bierce, Pesce et Rodriguez reconnaissant qu'il convenait au rôle. Comme le précédent opus, le préquel fut tourné à Cape Town, en Afrique du Sud, ce qui s'est avéré problématique pour certaines scènes relevant du genre western propre à cet épisode. Comme il n'y avait pas en Afrique de chevaux habitués à tirer des chariots, le monteur a dû entraîner douze chevaux pour le faire. La seule diligence que l'équipe ait pu obtenir était la réplique d'un steakhouse local.

## Accueil

### Accueil critique
Aux États-Unis, le long-métrage a reçu un accueil critique généralement défavorable :
- Sur Internet Movie Database, il obtient un score défavorable de 4,8⁄10 sur la base de 10 798 critiques[11].
- Sur l'agrégateur américain Rotten Tomatoes, le film bénéficie d'un taux d'approbation de 22 % basé sur 9 opinions (2 critiques positives et 7 négatives) et d'une note moyenne de 3,96⁄10."[8]

En France, les retours sont également défavorables :
- Sur Allociné, il obtient une moyenne de 1,9⁄5 sur la base 343 critiques de la part des spectateurs[9].
- Sur SensCritique, il obtient une moyenne de 3,7⁄10 sur la base de 685 retours du public dont 2 coups de cœur et 143 envies[12].
- Sur Télérama, la note des spectateurs est de 1,80⁄5 pour 59 critiques[10].

## Distinctions
Entre 2000 et 2001, Une nuit en enfer 3 : La Fille du bourreau a été sélectionné 2 fois dans diverses catégories et n'a remporté aucune récompense.

## À propos d'Ambrose Bierce
On ne connaît pas avec précision la date ni les circonstances de la mort d'Ambrose Bierce. Il serait allé rejoindre en octobre 1913, à l'âge de 71 ans, les rangs de l'armée du Nord de Pancho Villa pendant la guerre civile qui suivit la révolution mexicaine de 1910 et n'aurait jamais été revu. Carlos Fuentes a écrit un roman, Le Vieux Gringo, où il imagine ce qu'a pu être cette épopée.

### Nominations
- Academy of Science Fiction, Fantasy and Horror Films - Saturn Awards 2000 : meilleure sortie vidéo.
- Fangoria Chainsaw Awards 2001 : meilleur acteur dans un second rôle pour Michael Parks

## Autour du film
- Michael Parks jouait déjà dans Une nuit en enfer. Il tenait le rôle du Texas Ranger Earl McGraw. Son fils James Parks a également joué dans Une nuit en enfer 2 : Le Prix du sang. Ensemble on a pu les voir dans Kill Bill vol.1 et Boulevard de la mort où ils reprennent leurs personnages d'Earl et Edgar McGraw.
- Ara Celi reprend le personnage de Santanico Pandemonium, qui était incarné par Salma Hayek dans Une nuit en enfer.
- Danny Trejo est le seul acteur à apparaître dans les trois films de la saga Une Nuit en Enfer.
- Le scénariste du film, Álvaro Rodríguez, est le cousin de Robert Rodriguez. Quant à Elizabeth Avellan, elle a été la femme de Robert Rodriguez.

## FranchiseUne nuit en enfer
- 1996 : Une nuit en enfer (From Dusk Till Dawn) de Robert Rodriguez, avec Harvey Keitel, George Clooney, Quentin Tarantino, Danny Trejo et  Juliette Lewis
- 1999 : Une nuit en enfer 2 : Le Prix du sang (From Dusk Till Dawn 2: Texas Blood Money) de Scott Spiegel, avec Robert Patrick, Muse Watson et Danny Trejo
- 1999 : Une nuit en enfer 3 : La Fille du bourreau (From Dusk Till Dawn 3: The Hangman's Daughter) de P.J. Pesce, avec Marco Leonardi, Michael Parks et Danny Trejo
- 2014-2016 : Une nuit en enfer, la série (From Dusk till Dawn: The Series) (série télévisée)